# Вишнівка (Звягельський район)
Вишні́вка (до 1960 року — Чорторийськ) — село в Україні, у Баранівській міській територіальній громаді Звягельського району Житомирської області. Кількість населення становить 37 осіб (2001).

## Населення
Наприкінці 19 століття в поселенні налічувалося 86 мешканців, дворів — 19, у 1906 році — 122 мешканці, дворів — 22, у 1923 році — 251 житель, дворів — 54.
Відповідно до результатів перепису населення СРСР, кількість населення, станом на 12 січня 1989 року, становила 62 особи. Станом на 5 грудня 2001 року, відповідно до перепису населення України, кількість мешканців села становила 37 осіб.

### Мова
Розподіл населення за рідною мовою за даними перепису 2001 року:
| Мова       | Відсоток |
| ---------- | -------- |
| українська | 98,26 %  |
| російська  | 1,74 %   |

## Історія
У середині 19 століття — поселення Смолдирівської волості Новоград-Волинського повіту Волинської губернії. Належало до смолдирівського ключа графа Альфреда Потоцького. Було там селян 23 душі, землі селянської — 28 десятин.
Наприкінці 19 століття — хутір Смолдирівської волості Новоград-Волинського повіту Волинської губернії. Розміщувався у лісах під Баранівкою.
У 1906 році — сільце Смолдирівської волості (3-го стану) Новоград-Волинського повіту Волинської губернії. Відстань до повітового центру, м. Новоград-Волинський, становила 26 верст, до волосного центру, с. Смолдирів — 5 верст. Найближче поштове відділення — у Рогачеві.
У 1923 році включене до складу новоствореної Зеремлянської сільської ради, яка 7 березня 1923 року увійшла до складу новоутвореного Баранівського району Житомирської (згодом — Волинська) округи. Розміщувалося за 13 верст від районного центру, міст. Баранівка, та 1,5 версти — від центру сільської ради, с. Зеремля. За довідником адмінустрою 1946 року — хутір Чорторийськ Зеремлянської сільської ради Баранівського району. 30 грудня 1962 року, в складі сільської ради, передане до Новоград-Волинського району Житомирської області. 8 квітня 1963 року, відповідно до рішення Житомирського облвиконкому № 158 «Про перейменування деяких сільських рад і населених пунктів в районах області», с. Чорторійськ перейменоване на Вишнівку. 8 грудня 1966 року, в складі сільської ради, повернуте до відновленого Баранівського району Житомирської області.
27 липня 2016 року село увійшло до складу новоствореної Баранівської міської територіальної громади Баранівського району Житомирської області. Від 19 липня 2020 року, разом з громадою, в складі новоствореного Новоград-Волинського (згодом — Звягельський) району Житомирської області.

## Відомі люди
- Ліберда Ігор Васильович (1938—2012) — поет, перекладач, журналіст, член Національної спілки журналістів України та Національної спілки письменників України.